# Acapulco, cuerpo y alma
Acapulco, cuerpo y alma es una telenovela mexicana producción de José Alberto Castro para Televisa, que debutó el 4 de septiembre de 1995 en el horario estelar de las 22:00 h. de El Canal de las Estrellas y finalizó el 12 de abril de 1996. Protagonizada por Patricia Manterola y Saúl Lisazo, con las actuaciones antagónicas de Guillermo García Cantú y Chantal Andere. Además contó con las participaciones estelares de Elsa Aguirre, Karla Álvarez y Cecilia Gabriela.
Esta telenovela es una adaptación realizada por Eric Vonn de la telenovela Tú o nadie original de María Zarattini que fue producida en 1985.

## Sinopsis
David Montalvo es un empresario de éxito que goza de prestigio y brillo social, además su galanura le permite tener a cuanta mujer se le antoje. Ese éxito es tanto celebrado como envidiado, pues aunque goza de una excelente relación con su madrastra Elena y su hermana Cinthia, no ha podido relacionarse con Marcelo, hijo de Elena y su primer marido.
Marcelo envidia y odia a David y poco a poco arma el plan para arrebatarle todo a su hermanastro, Marcelo conoce en Zihuatanejo a Lorena, una vendedora de pescado que corteja hasta que esta se enamora del él, esto haciéndose pasar por su hermano David. Unos meses después, se casan y es entonces que Marcelo provoca un accidente en el avión donde viaja David.
Marcelo le confiesa la verdad a Lorena, obligándola a ser su cómplice, pues lo que Marcelo quiere es que Lorena se presente como la viuda de David para heredar toda su fortuna y en poco tiempo casarse con él. David logra sobrevivir y regresa pero tiene amnesia parcial así que piensa que olvidó su relación con Lorena. Poco a poco va descubriendo todo y al mismo tiempo enamorándose de la que dice ser su esposa, Lorena.

## Elenco
- Patricia Manterola - Lorena García
- Saúl Lisazo - David Montalvo
- Guillermo García Cantú - Marcelo De Maris Pérez
- Chantal Andere - Haydée San Román Montenegro
- Karla Álvarez - Julia García
- Elsa Aguirre - Doña Ana Elena Pérez vda. de Montalvo
- Cecilia Gabriela - Cinthia Montalvo Pérez
- Patricia Navidad - Clara Flores
- Fernando Balzaretti - Aurelio García Martínez
- Manuel "Flaco" Ibáñez - Teodoro
- Rosángela Balbó - Claudia Montenegro de San Román
- Leticia Perdigón - Rita Gómez
- Adriana Lavat - Liliana San Román Montenegro
- Tomás Goros - Germán Hidalgo
- Germán Gutiérrez - Pablo Almonte
- Eduardo Rivera - Óscar Rodríguez
- Julio Urreta - Rosendo
- Lucha Moreno - Cleo
- Julio Vega - Félix
- Marcelo Cezán - Enrique
- Sofía Vergara - Irasema
- Juan Soler - Humberto Bautista
- Dalilah Polanco - Juana Dorantes
- Germán Bernal - Raúl
- Zamorita - Goyo
- Rosita Bouchot - Dora Campos
- Edi Xol - Arturo Durand
- Alfredo Leal Kuri - Ricardo de Maris
- Dolores Salomón "Bodokito" - Mariela [1]
- Claudia Vega - Marina Real
- Kala - Ronaldo Torres
- Alejandra Espejo - Elvira Torres
- Andrea Noli - Sandra
- Lucero Reynoso - Marta
- Jeanette Candiani
- Mario Cimarro
- Julio Mannino
- Adela Ayensa
- Ana María de la Torre
- Aracely Arámbula

## Equipo de producción
- Historia original de: María Zarattini
- Adaptación y libretos: Eric Vonn
- Versión: Valeria Phillips
- Edición literaria: Georgina Tinoco
- Tema de entrada: Cuerpo y alma
- Letra y música: Fernando Riba, Kiko Campos
- Intérprete: Patricia Manterola
- Tema de salida: Búscale el modo
- Intérpretes: Patricia Manterola, Marcelo Cezán, Chantal Andere
- Escenografía: José Contreras
- Ambientación: Sandra Cortés
- Diseño de vestuario: Laura Simonin, Alejandro Gastelum
- Jefe de foro: Raúl Reyes Uicab
- Jefe de locación: Jorge Díaz González
- Jefe de producción: Marco Antonio Cano
- Coordinación artística: Georgina Ramos
- Coordinación de producción: Ernesto Hernández
- Gerente de producción: Fausto Sáinz
- Dirección de diálogos: Martín Barraza
- Editor: Héctor Márquez
- Dirección de cámaras: Fernando Chacón
- Directores de escena: Juan Carlos Muñoz, Aurora Molina
- Productor: José Alberto Castro

## Premios y nominaciones

### Premios TVyNovelas 1996
| Categoría                 | Nominado(a)            | Resultado |
| ------------------------- | ---------------------- | --------- |
| Mejor villano             | Guillermo García Cantú | Nominado  |
| Mejor revelación femenina | Patricia Manterola     | Nominada  |
| Lanzamiento femenino      | Patricia Manterola     | Ganadora  |

## Versiones
- Acapulco, cuerpo y alma es versión de la telenovela Tú o nadie, telenovela producida por Ernesto Alonso para Televisa en 1985 y protagonizada por Lucía Méndez, Andrés García, Salvador Pineda y Úrsula Prats.
- En 1995 el productor Carlos Sotomayor realizó otra versión producida por Televisa y Fox Television titulada Acapulco bay, dirigida por Tom Sizemore y protagonizada por Raquel Gardner y Jason Adams.
- En 2009, la productora Carla Estrada realizó una nueva versión llamada Sortilegio, la cual fue protagonizada por Jacqueline Bracamontes y William Levy y antagonizada por David Zepeda, Chantal Andere y Ana Brenda Contreras.